# 58
Glej tudi: število 58
58 (LVIII) je bilo navadno leto, ki se je po julijanskem koledarju začelo na nedeljo.

## Dogodki
- kitajski cesar Ming Ti vpelje budizem.